# Moraleja de Matacabras
Moraleja de Matacabras là một đô thị trong tỉnh Ávila, Castile và León, Tây Ban Nha. Theo điều tra dân số 2004 (INE), đô thị này có dân số là 66.